# Epidendrum verrucosum
Epidendrum verrucosum är en orkidéart som beskrevs av Olof Swartz. Epidendrum verrucosum ingår i släktet Epidendrum och familjen orkidéer. Inga underarter finns listade i Catalogue of Life.